# Abosso
MV Abosso fue un buque insignia de carga y correos perteneciente a Elder Dempster Lines. En tiempos de paz su ruta habitual era Liverpool y África oriental. En la Segunda Guerra Mundial funcionó transportando tropas, entre el Reino Unido, África oriental, y Sudáfrica.
El Abosso fue construido en 1935 y hundido por el submarino alemán U-575 en el año 1942, muriendo 362 de las 393 personas a bordo. Llevaba el mismo nombre que un barco de vapor, el SS Abosso, construido en 1912 y hundido por el submarino alemán U-43 en 1917.

## Construcción y servicio
La compañía naviera británica, Cammell Laird De Birkenhead, construyó el Abosso para la empresa Elder Dempster Lines Líneas en 1935. Fue termindo el 19 de junio y completó su viaje inaugural el 16 de octubre.[3]
El Abosso era barco de motor diesel, con capacidad para 250 pasajeros de primera clase, 74 de segunda y 322 de tercera.
En la Segunda Guerra Mundial, Abosso se convirtió en un barco mercante equipado para defensa y se agregaron 20 artilleros DEMS a su tripulación habitual. e utilizó principalmente para transporte de tropas, pero también continuó transportando pasajeros civiles entre África y el Reino Unido.

## Último viaje y hundimiento
El 8 de octubre de 1942, el Abosso partió de Ciudad del Cabo, Sudáfrica, hacia Liverpool, con 210 pasajeros: 149 militares y 61 civiles, incluidos 44 internos, 10 mujeres con niños y dos o tres marineros rescatados de hundimientos. Llevaba 20 artilleros de DEMS, 400 bolsas de correo en su sala de correo y 3,000 toneladas de lana en sus bodegas.

El Abosso llevaba personal civil y militar y navegaba solo y sin escolta, a pesar de tener una velocidad máxima de solo 14.5 nudos (26.9 km / h). El comandante de los submarinistas holandeses, Henry Coumou, objetó de antemano que este era un riesgo irrazonable, pero las autoridades británicas rechazaron sus argumentos.
En 22:13 el jueves 29 de octubre de 1942 en el océano Atlántico aproximadamente a 589 millas náuticas (1,091) norte de las islas Azores, el submarino alemán U-575, al mando del capitán de corbeta Günther Heydemann, lanzó de cuatro torpedos en su. [4] uno impactó a babor su puente. Los motores y la electricidad del barco fallaron,
Abosso tenía 12 botes salvavidas. Los botes de números pares estaban a babor y los números impares estaban en su lado de estribor.El salvamento fue caótica y muchos perecieron al hacer los botes al mar, casi inmediatamente el U-575 lanzó otro torpedo que terminó por hundir el barco.

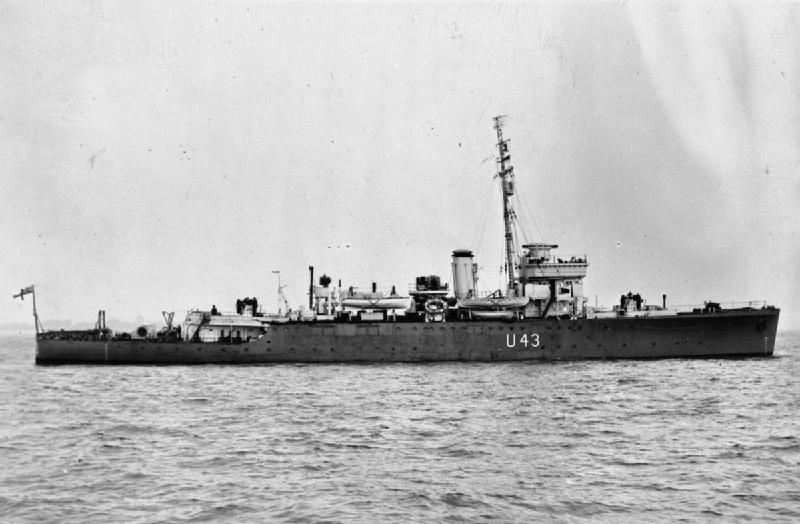
El rescató los únicos supervivientes del Abosso

Tras navegar dos días a la deriva, los 31 ocupantes del bote salvavidas número cinco fueron rescatados por el convoy aliado KMS-2 que se dirigía desde el Reino Unido hasta el Mediterráneo para la Operación Antorcha, la invasión aliada de Vichy en el norte de África francés. El HMS Biddeford, parte de la Operación Antorcha, se detuvo para recoger a los sobrevivientes solo después de que el Almirantazgo de Londres les diera un permiso por medio de una comunicación por radio. Normalmente se prohibía detenerse para rescatar a los náufragos. Entre los sobrevivientes había 17 pasajeros militares y civiles, 12 tripulantes y dos artilleros DEMS.
Entre las sobrevivientes se encontraban una de las 10 mujeres pasajeros, una Capitana del cuerpo médico de la Armada Real y el oficial piloto de la RAF, William Thomson. Bideford los dejó en Gibraltar tres días después. Los ocupantes del bote No. 5 fueron los únicos sobrevivientes: los otros botes salvavidas y balsas nunca fueron encontrados. Murieron un total de 362 personas, entre ellas el capitán del Abosso, Reginald Tate (capitán), otro capitán de la Marina Mercante, Edward Davies y el escritor Ulrich Alexander Boschwitz que viajaba junto a otros refugiados judíos.